# Lustral
Lustral ist ein britisches Trance-Projekt bestehend aus Rick Simmonds und Stephen Jones. Das Duo hat auch unter einer Vielzahl von anderen Pseudonymen produziert wie Chakra, The Space Brothers, Ascension, Essence, Force Majeure, Oxygen und The Realm und hatte bis heute 21 Songs in den britischen Charts.

## Karriere
Simmonds und Jones arbeiten seit 1996 zusammen an verschiedenen Musikprojekten. Ihre ersten Erfolge hatten sie 1997 als Chakra mit den Songs I Am und Shine, die auf Platz 24, resp. 23, in den britischen Singlecharts kamen. Die ebenfalls 1997 veröffentlichten Singles Someone (als Ascension), Everytime (als Lustral) und Forgiven (als The Space Brothers) erreichten ebenfalls Chartplatzierungen. Mit Home erschien auch noch eine weitere erfolgreiche Single unter dem Pseudonym Chakra, die als erstes Remix-Projekt schließlich zur Gründung von Above & Beyond führte.
Die Single „Everytime“ wurde 1999 noch einmal neuveröffentlicht, unter anderem mit Remixen von Mike Koglin und Way Out West neben dem ursprünglichen Remix von Nalin & Kane. Diesmal erreichte die Single Platz 30.
2008 erschien das Album Interpretations mit Downtempo-/Ambient-Interpretationen von einigen von ihren bekanntesten Trance-Klassikern. Ein Jahr später folgte die Doppel-CD Lustral presents Trance Classics mit einer Kollektion von Originalversionen ihrer Trance-Klassiker auf der ersten CD und den Ambient-Versionen des Albums Interpretations auf der zweiten CD.
Neben ihren Tätigkeiten als Trance-Produzenten hat das Duo auch Musik für die Fernsehserie Die Sopranos und den Film Passwort: Swordfish produziert. Zusammen haben sie 2004 auch den Online-Musikdienst Audiojelly.com gegründet.

## Diskografie

### Alben
- 1999: The Space Brothers – Shine
- 2007: Lustral – Deeper Darker Secrets
- 2007: Lustral – Deepest, Darkest Secrets
- 2008: Simmonds & Jones – Interpretations
- 2009: Lustral presents Trance Classics

### Singles
- 1996: Klymax – I’ve Got a Feeling
- 1996: Sapphire – Never Be Lonely Again
- 1997: The Space Brothers – Shine
- 1997: Chakra – I Am
- 1997: Ascension – Someone
- 1997: Chakra – Home
- 1997: Lustral – Everytime
- 1998: Essence – The Promise
- 1999: Chakra – Love Shines Through
- 1999: Force Majeure – Redemption
- 2000: Force Majeure – Out of My Mind
- 2001: Lamai – Troubled Soul
- 2001: The Realm – This Is Not a Breakdown
- 2002: Oxygen feat. Andrea Britton – Am I on Your Mind
- 2002: Lustral – Broken
- 2002: Ascension feat. Erin Lordan – For a Lifetime
- 2002: The Realm – Lost In Space
- 2003: Chakra – Doors
- 2004: Essence – Wings across the Universe
- 2005: Lustral – Solace
- 2007: Lustral – In My Life
- 2007: Lustral – Many Years From Now
- 2007: Lustral – I Don’t Know Who I Am
- 2008: Lustral – When My Satellite Falls Down
- 2008: Lustral & Terry Bones vs. Karen Overton – Put Your Satellite Around Me
- 2010: Lustral – I Feel You

### Remixe
- 1997: Grace – Down to Earth
- 2010: Rasmus Faber feat. Dyanna Fearon – Yes